# The dress

イラスト上で、青：黒の服装と白：黄の服装を同じ塗り色で表現した例。論争となったドレスのデザインとは異なる。

The dress (ザ・ドレス) もしくはDressgate（ドレスゲート）とは2015年2月26日午後に投稿され話題となったバイラル写真である。FacebookやTumblrといったソーシャルネットワーキングサービスに投稿されたドレスの写真だったが、その写真が色あせていたこともあり写っているドレスの色が青と黒なのか白と金色なのかで論争と化したことでインターネット・ミームとなり、#thedress、#whiteandgold、#blackandblueといったハッシュタグも登場した。
実際このドレスの色は青と黒であるのにもかかわらず、色について意見を交わす人々や特定の色を知覚する理由はもちろん論争自体の馬鹿馬鹿しさを論じる人まで出るなどネット上の様々な場所で議論の対象となっていった。
神経科学や色覚といった分野の研究者も錯視の視点で科学的意見を述べている。ドレス自体はローマン・オリジナルズ社の製品と判明していてミームの効果で売上が激増する結果となった。

## 発端
スコットランドのカップルが約一週間後に結婚式を挙げるにあたって、新婦の母親が、自分が結婚式に着ていくドレスとしてどうかと新婦に写真を送ったが、カップルはそのドレスの色について意見が食い違った。そしてカップルはFacebookにその写真を投稿したが、友人らのあいだでも色についての意見が食い違ったのだった。すなわち、白と金色のレースに見えた人もいれば青と黒のレースに見えた人もいたのである。
新郎新婦の共通の友人で、コロンゼー島で行われた結婚式で演奏したスコティッシュ・フォークミュージックグループのコナク(Conach)のメンバーであるケイトリン・マクネイル (Caitlin McNeill) は、実際にドレスを見て明らかに青と黒だと確認したが、その後グループのメンバーは写真に気を取られ議論に集中するようになり演奏もままならなくなってしまった。マクネイルが2015年2月26日に、写真をTumblrに投稿しフォロワーに同じ質問をしたことで、写真にまつわる議論がさらに一般の人々の間にまでも広がっていった。

## 反応
その日以降、写真はTwitterを含む世界中のソーシャルメディアで流行となり、"#whiteandgold"や"#blueandblack"、"#dressgate"といったハッシュタグがドレスの色に関する意見や理論を投稿するために使用された。またこの写真は問題の馬鹿馬鹿しさに関する議論も巻き起こしており、ワシントン・ポストはこの論争に関して、「地球を分断するドラマ」と記している。いくつかの記事でもドレスが視覚や現実を超える実存的危機や対人関係を破壊するほどの激論を引き起こすと提起している。
ニューヨーク・ビジネスジャーナルのベン・フィッチャーは、ドレスについて最初に報じたBuzzFeed社の記事への注目度が、一般的にバイラル・フェノメノン  (en) が示すような釣鐘形カーブではなく縦型に激増する形になり、その結果、BuzzFeedが広告収入を増やす目的でドレスに関する追加記事を書くために編集班をふたつ設けたこと、および、3月1日時点で、おおもとのBuzzFeed社の記事の閲覧数が3,700万に達したことを述べている。CNNのコメンテーターであるメル・ロビンスもこのドレスを引き合いに出し、その週の初めに流行ったアリゾナ州の路上を歩き回るリャマの動画や、2月27日に死去した俳優のレナード・ニモイへの追悼といったニュースを比較に挙げて、「素晴らしくて笑える楽しい話題」を組み込んだポリアンナ効果に欠かせない要素を持つバイラル・フェノメノンであると述べた。
3月1日時点でBuzzFeed閲覧者の68%がドレスの色は白と金色だと答えていて、数人はドレスの色はひとりでに変化するのではないかとコメントしている。数多くの著名人からの関心も集めており、テイラー・スウィフト、ジェイデン・スミス、フランキー・ムニッズ、デミ・ロヴァート、ミンディ・カリング、ジャスティン・ビーバーは青と黒だと言ったのに対し、アナ・ケンドリック、B・J・ノヴァク、クリス・マーフィー上院議員、ジュリアン・ムーア、サラ・ハイランドは白と金色だと発言した。キム・カーダシアンは白と金色だとツイートしたが、夫のカニエ・ウェストは青と黒だと言ったとされる。ルーシー・ヘイル、フィービー・トンキン、カティ・ノランは時間によって色が違うように見えると発言した。レディ・ガガはペリウィンクルと砂色に見えると言ったが、一方デイヴィッド・ドゥカヴニーは鴨の羽色だと発言した。エレン・デジェネレスやアリアナ・グランデもドレスについて言及しているが色については触れていない。政治家、政府機関、著名ソーシャルメディアプラットフォームまでも議論に参加している。
また、写真が露出オーバーでホワイトバランスが貧弱であるため色あせてしまい、ドレスの色が実際の色ではなく白と金色だと認識してしまうのではないかという指摘もある。
このドレスそのものは、ローマン・オリジナルズが販売している「レース・ボディコン・ドレス」のロイヤルブルーと判明している。他の色は3色（赤、ピンク、アイボリーにそれぞれ黒のレース模様）あるが白と金色の配色のものは販売されていない。マクネイルによる投稿後、ローマン・オリジナルズ公式ウェブサイトへのアクセスが急増、同社の代表は「開店からわずか30分、しかも再入荷したところなのに売り切れた。驚くべきことになった。」と述べている。2月28日、ローマン・オリジナルズは白と金色のドレス1着をコミック・リリーフチャリティオークションに出品すると発表した。

## 科学的見地

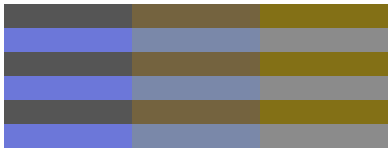
中央が写真の色合い。青みと金色をどう感じるかで左右の異なったパターンになる。

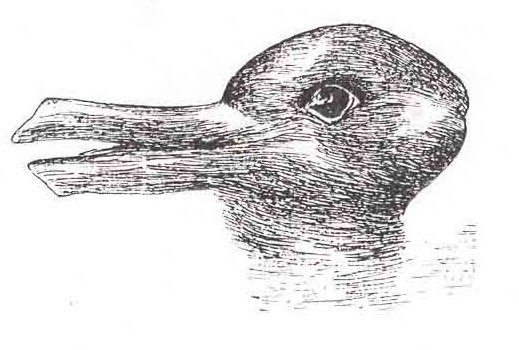
ルートヴィヒ・ウィトゲンシュタインの「哲学探究」で描かれているアヒルにもウサギにも見える絵

神経科学者のベヴィル・コンウェイとジェイ・ネイツは人間の脳における色認識の結果や、色順応が意見の違いを生み出していると考えている。リバプール大学のポール・ノックスも似た理論を解説している。コンウェイはまた、脳による昼間の空の様々な色を認識する方法とも関連しているであろうと考えており、「あなたの視覚システムがその物体を見ているとき、あなたは軸となる日光の色彩バイアスを差し引いて考えようとしている。」と述べ、さらに「青色を差し引く場合は白と金色に見えるが、金色を差し引いた場合は青と黒に見えることになる」と解説している。ネイツは「我々の視覚システムは光源に関する情報を捨てたり、実際の反射率の情報を取り出そうとしている。しかし、30年間個人個人の色覚の違いを研究してきて、このケースは今まで見た中で一番大きな個人間の違いの一つだ」と述べている。ある理論では、説明になりうるものとして、色の命名に着目している。眼は300万以上の色を区別できるがその中で名前がある色は20から30色ぐらいとされている。
脳神経学者で心理学者のパスカル・ウォリッシュは、生まれつき不定性である刺激があることは視覚研究の分野では長年知られているが、この例は色彩の分野でこのような刺激をもたらしたものとしては初めての例であり、ソーシャルメディアによって科学が注目することになった例であると指摘している。彼は光源と布地の差異によって受容のされ方がそれぞれ異なることを第一の理由としているが、ほかにもまた、刺激というものが、たいていの人々の感覚受容は切り替わるものではなく、もし切り替わるとすればきわめて長い時間をかけてのものであり、それは感覚の習得を労なく獲得しているような双安定性刺激にしてみてもきわめて珍しいものであるとも指摘している。更にウォリッシュは、この感覚刺激は、科学にとっても、人々が心のうちで世界をどのように違った見方で見ているかを示すという範例——それを認識することが世界平和の前提条件にもつながるであろうから——としても、このドレスの色の見え方について議論することはくだらない事ではないと述べている。哲学者のバリー・C・スミスは部分的な説明としてルートヴィヒ・ウィトゲンシュタインのウサギとアヒルを連想している。

## 余談
ミームの発端であったカップルは結婚したが、夫は2024年5月にドメスティックバイオレンスを起こして起訴され、6月に54か月の有期刑に処された。